# Birling Gap

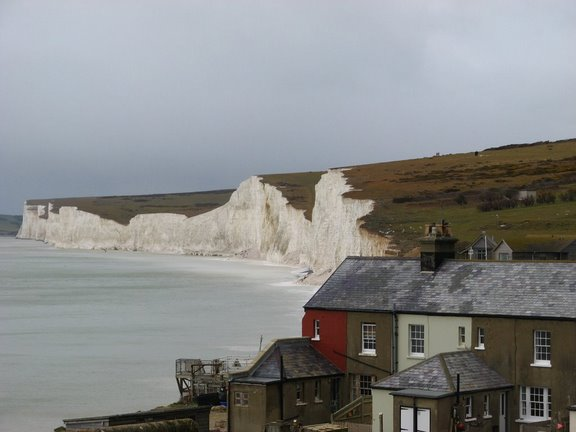
Birling Gap und Seven Sisters

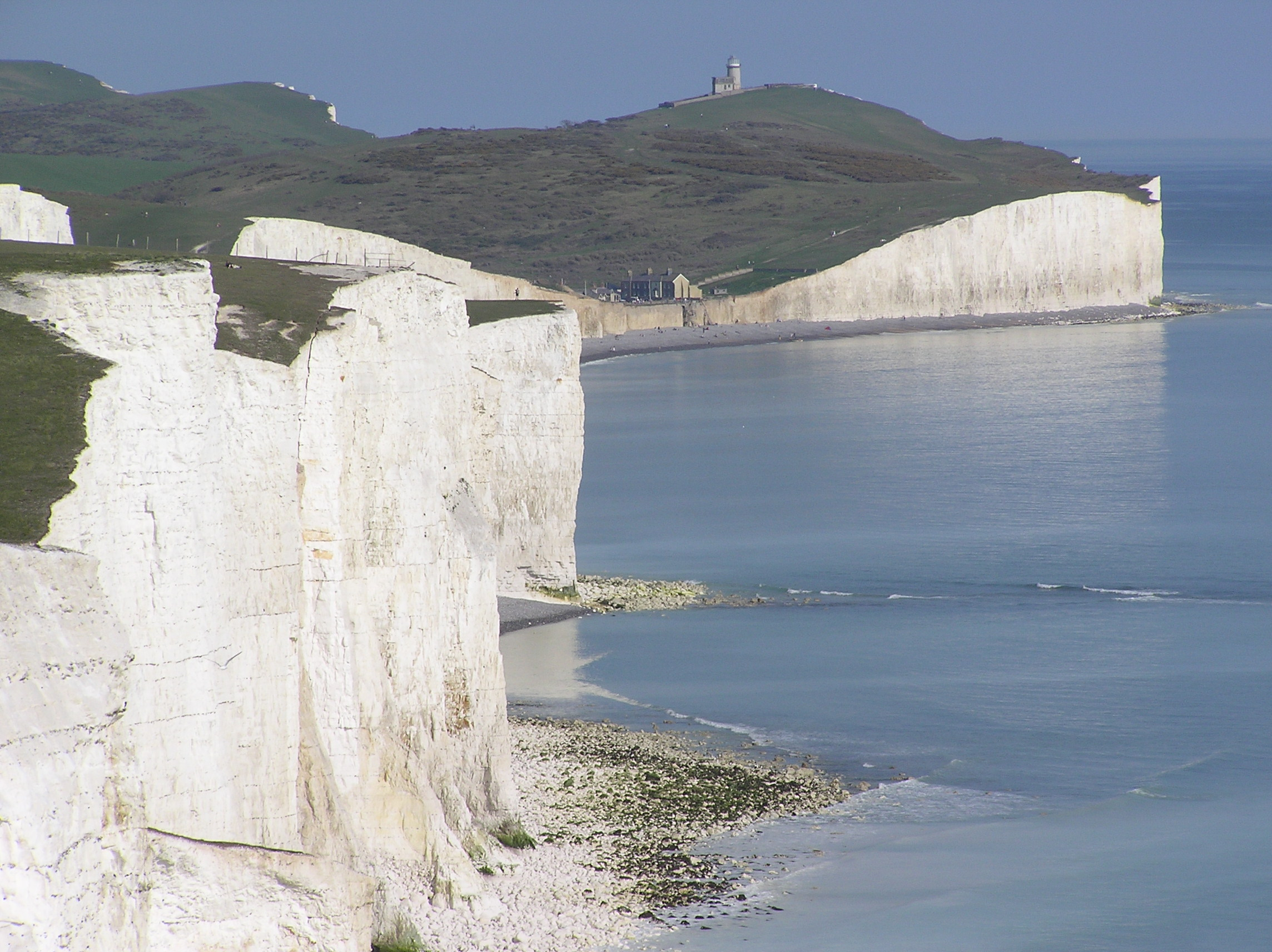
Birling Gap (Mitte) mit Beachy Head im Hintergrund

Birling Gap ist ein Weiler an der Küste Südenglands.

## Allgemein
Birling Gap gehört zu den Gemeinden East Dean und Friston im Wealden District in der Grafschaft East Sussex. Es liegt zwischen den  Seven Sisters im Westen und der höchsten Kreideklippe Beachy Head im Osten und gehört heute zum National Trust. Wegen der fortschreitenden Erosion der Kreideküste durch das Meer sind im Laufe der Zeit bereits einige Fischerhäuser (Cottages), die im späten 19. Jahrhundert erbaut wurden, verschwunden. Die übrigen sind zum Teil verlassen und unbewohnbar.
Eine Metalltreppe führt den Abbruch hinunter zum Kieselstrand und zu den Kalkklippen der Seven Sisters. Nach Aussagen von Experten wird Birling Gap mit größter Wahrscheinlichkeit der unaufhaltsamen Erosion zum Opfer fallen, die noch verbleibenden Häuser werden in den nächsten Jahrzehnten im Meer verschwinden. Die Hoffnung der wenigen verbliebenen Bewohner auf staatliche Hilfen zur Rettung ihrer Bleibe scheint vergebens. Sowohl die Regierung als auch der National Trust lehnen Maßnahmen jeglicher Art ab, mit der Begründung, man müsse der Natur ihren eigenen Lauf lassen.
Die Situation wird noch verschärft durch den steigenden Seewasserpegel verbunden mit den weltweiten Klimaveränderungen. Befürworter von Hilfsmaßnahmen argumentieren, die Küste um Birling Gap sei das längste natürliche Kalkriff Europas und Beispiel einer Interaktion von Land und Meer und deren Bewohnern und müsse erhalten werden.

## Geographie
Die Hauptgesteinsart entlang der Küste um Birling Gap ist Kalk. Es finden sich aber auch andere Gesteinsarten, wie Flint und Löss. Teile der Küste sind Naturschutzgebiet. Der schmale Strand zwischen Meer und Kliff besteht hauptsächlich aus Kies mit gelegentlichen sandigen Stellen. Die Kreideklippen erreichen eine Höhe von bis zu 162 Metern. Sie sind die höchsten Kreidefelsen Großbritanniens.
An verschiedenen Stellen sind Überreste von Ausgrabungen zu sehen, die auf Siedlungen der Eisenzeit schließen lassen. Ein Großteil davon ist bereits durch Erosion verloren gegangen.